# 秘魯蝙蝠魚
秘魯蝙蝠魚，為輻鰭魚綱鮟鱇目棘茄魚亞目棘茄魚科的其中一種，分布於東太平洋秘魯、可可島海域，屬底棲性魚類，棲息深度88-146公尺，體長可達13.9分，棲息底層水域，生活習性不明。

## 扩展阅读
維基物種上的相關：秘魯蝙蝠魚